# Аюй
Аю́й (фр. Ahuy) — коммуна во Франции, находится в регионе Бургундия. Департамент коммуны — Кот-д’Ор. Входит в состав кантона Фонтен-ле-Дижон. Округ коммуны — Дижон.
Код INSEE коммуны — 21003.

## Население
Население коммуны на 2010 год составляло 1265 человек.
| 1962 | 1968 | 1975 | 1982 | 1990 | 1999 | 2010 |
| ---- | ---- | ---- | ---- | ---- | ---- | ---- |
| 539  | 603  | 633  | 960  | 1283 | 1356 | 1265 |

## Экономика
В 2010 году среди 865 человек трудоспособного возраста (15—64 лет) 601 были экономически активными, 264 — неактивными (показатель активности — 69,5 %, в 1999 году было 69,2 %). Из 601 активных жителей работали 568 человек (276 мужчин и 292 женщины), безработных было 33 (14 мужчин и 19 женщин). Среди 264 неактивных 102 человека были учениками или студентами, 132 — пенсионерами, 30 были неактивными по другим причинам.